# チェマ・ロドリゲス
チェマ（Chema）こと、ホセ・マヌエル・ロドリゲス・ベニート（José Manuel Rodríguez Benito   ,  1992年3月3日 - ）は、スペイン王国カスティーリャ・ラ・マンチャ州アルバセテ県カウデテ出身のプロサッカー選手。ADアルコルコンに所属している。ポジションはDF。

## 来歴
地元カウデテのチームの下部組織から、2007年にエルチェCFのカンテラに入団。2010年にBチームでプロデビュー。2011年から2シーズン半は、アトレティコ・マドリードのカンテラでプレーした。
2013年1月、ADアルコルコンに移籍し、Bチームに加入。8月にセグンダ・ディビシオン所属のトップチームに昇格。10月6日のSDエイバル戦でトップチームデビュー。2014年3月30日のジローナFC戦で、トップチーム初ゴールを記録。
2016年8月5日、レバンテUDと4年契約を締結。2016-17シーズン、レバンテはセグンダ・ディビシオンで優勝し、チェマ自身初のラ・リーガでのプレーが実現。
2017-18シーズン開幕戦となった2017年8月21日のビジャレアルCF戦で、念願のリーガ初出場。9月21日のレアル・ソシエダ戦では、豪快なボレーシュートで、リーガ初ゴールを決めた。
2020年1月30日、ヘタフェCFと2023年までの契約を結んだ。
2022年1月11日、セグンダ・ディビシオンのSDエイバルへハーフシーズンの契約でレンタル移籍をした。